# Orthophytum piranianum
Orthophytum piranianum är en gräsväxtart som beskrevs av Elton Martinez Carvalho Leme och C.C.Paula. Orthophytum piranianum ingår i släktet Orthophytum och familjen Bromeliaceae. Inga underarter finns listade i Catalogue of Life.